# 公主與王后
〈公主與王后〉（英語：The Princess and the Queen）是美國HBO奇幻劇情电视剧《龍族前傳》第一季的第六集，標題源自喬治·R·R·馬丁的同名中篇小說。該集由莎拉·赫斯編劇，明格爾·薩普什尼克執導，並於2022年9月25日首播。
經過一段10年的時間跳躍，該集標誌著艾瑪·達西首次飾演成人版的雷妮拉·坦格利安（Rhaenyra Targaryen），奥利维亚·库克首次飾演成人版的亞莉森·海塔爾（Alicent Hightower），約翰·馬克米連首次飾演成人版的蘭諾·瓦列利昂（Laenor Velaryon），接替米莉·愛考克、艾蜜莉·凱利和提奧·內特，三人在前五集分別飾演三個角色的年輕版；達西此前只在首播集負責為開場場景作旁白，因此該集的確是達西、庫克和馬克米連首次出現在銀幕上。
該集亦標誌著泰·田納特、里奧·阿什頓（Leo Ashton）和伊薇·艾倫（Evie Allen）的首次亮相，三人分別飾演韋賽里斯國王和亞莉森王后的三個子女——伊耿·坦格利安（Aegon Targaryen）、伊蒙德·坦格利安（Aemond Targaryen）和海倫娜·坦格利安（Helaena Targaryen）的年輕版本；里奧·哈特（Leo Hart）和哈維·薩德勒（Harvey Sadler）同樣首次亮相，分別飾演雷妮拉公主和蘭諾爵士的前兩個兒子——傑卡里斯·瓦列利昂（Jacaerys Velaryon）和路斯里斯·瓦列利昂（Lucerys Velaryon）的年輕版本。
該集也標誌著南娜·波隆戴爾首次也是唯一一次飾演蘭娜·瓦列利昂（Laena Velaryon）（接替在上一集飾演該角色年輕版本的薩凡納·斯泰恩），以及加文·斯派克（Gavin Spokes）和瑞恩·科爾最後一次分別飾演萊昂諾·史壯伯爵（Lord Lyonel Strong）和哈爾溫·史壯爵士（Ser Harwin Strong）。
該集獲得普遍的正面評價，影評人稱讚開場場景、蘭娜的死亡場景、赫倫堡的高潮鏡頭以及達西和庫克的演出，但同時批評其節奏。

## 劇情

### 厄斯索斯
戴蒙·坦格利安親王（馬特·史密斯 飾）和他的第二任妻子蘭娜·瓦列利昂夫人（南娜·波隆戴爾 飾）帶著他們的女兒貝拉和雷娜前往厄斯索斯。三女兒同盟已經重新征服石階列島並尋求向北方擴張的機會，潘托斯親王向戴蒙他們提供一個領主地位，希望藉著與戴蒙聯盟來換取巨龍的力量對抗三女兒同盟。
懷孕的蘭娜在厄斯索斯經歷漫長而痛苦的分娩過程。當蘭娜無法成功分娩時，為了讓自己保有古瓦雷利亞血統的尊嚴，她命令她的巨龍瓦格哈爾將她焚燒，以馭龍者的身份自殺。

### 君臨
雷妮拉·坦格利安公主（艾瑪·達西 飾）在結婚十年後生下第三個兒子，丈夫蘭諾·瓦列利昂爵士（約翰·馬克米連 飾）在未經她同意下以他已故情人的名字為孩子命名喬佛里。亞莉森·海塔爾王后（奥利维亚·库克 飾）要求立即將嬰兒帶到她面前，儘管雷妮拉剛生完孩子很痛苦，但在蘭諾的幫助下她堅持要親自帶喬佛里前去。亞莉森指出嬰兒的頭髮和兩個哥哥傑卡里斯（里奧·哈特（Leo Hart） 飾）和路斯里斯（哈維·薩德勒（Harvey Sadler） 飾）一樣是棕色而不是坦格利安／瓦列利昂家族的銀色，她後來敦促韋賽里斯·坦格利安一世國王（派迪·康斯丁 飾）宣佈雷妮拉的孩子是私生子因而沒有王位繼承權，韋賽里斯雖然心裡清楚明白，但仍表示堅決反對這樣的說法。克里斯頓·科爾爵士（法比恩·法蘭科 飾）現在是亞莉森指定保護她的御林鐵衛，他在訓練年輕王子們劍術時出言刺激都城守備隊司令哈爾溫·史壯爵士（瑞恩·科爾 飾），提及關於雷妮拉不忠的謠言，暗指哈爾溫就是雷妮拉的情人，哈爾溫聽後非常憤怒並不斷毆打他。
亞莉森的兒子伊耿（泰·田納特 飾）與傑卡里斯和路斯里斯一起送自己的弟弟伊蒙德（里奧·阿什頓（Leo Ashton） 飾）一頭豬，嘲笑伊蒙德是唯一一位尚未擁有巨龍的王子。亞莉森後來斥責伊耿的行為，強調他們家庭需要團結一致，隨後告訴伊耿必須為有一天與雷妮拉爭奪王位做好準備。
為了實現政治和平並鞏固繼承權，雷妮拉提議讓兒子傑卡里斯迎娶亞莉森的女兒海倫娜公主，韋賽里斯非常滿意她的決定，但亞莉森卻堅決地拒絕這個提議。國王之手萊昂諾·史壯伯爵（加文·斯派克（Gavin Spokes） 飾）因有關他兒子哈爾溫與雷妮拉親密關係的謠言向韋賽里斯請辭，韋賽里斯拒絕他的請求，但允許他與哈爾溫一起短暫前往赫倫堡，哈爾溫則將會留在那裡。哈爾溫隨後向雷妮拉和她的孩子們告別，強烈的情感表明他就是孩子們的生父。當雷妮拉的大兒子傑卡里斯問她哈爾溫是不是他的親生父親以及他是否真的是個私生子時，她只簡單地告訴兒子他是坦格利安家族的人。
亞莉森告訴她的知己拉里斯·史壯（馬修·尼德姆 飾）希望父親奧托·海塔爾爵士仍然是國王之手。拉里斯隨後出於未知目的招募三名被判刑的罪犯，以割掉他們的舌頭為條件釋放他們。

### 赫倫堡
萊昂諾和哈爾溫父子正在城堡裡休息，城堡卻突然起火，兩人都死於該場神秘的火災之中（拉里斯事後與亞莉森的對話揭示這場火災是由他策劃的，三名被割掉舌頭的罪犯就是放火的兇手）。

### 龍石島
雷妮拉最後與蘭諾和他們的孩子來到龍石島上，她認為離開君臨搬到龍石島在政治上會更安全。

## 迴響

### 收視率
該集在播出後的美國總收視人數為186萬觀眾，並在美國18-49歲的成年人統計人口中獲得0.45的收視率。

### 評價
該集獲得大多數的正面評價。根据評論匯總网站爛番茄汇总的94篇评论文章，87%的评论家给予该作正面评价，使之獲得「認證新鮮」標識，平均打分为7.50分（满分10分）」
《Den of Geek》的亞歷克·博哈拉德（Alec Bojalad）給該集四顆半星的評價（滿分五顆星），並認為該集是“迄今為止來自《龍族前傳》的最有趣和最充實的作品”。他強調該集的開場場景，稱其為“該節目迄今為止做過最出色的事情”，並讚揚達西、庫克和麥克米倫的演出。《IGN》的海倫·奧哈拉給該集8/10分的“很棒”評價並說：“陰謀，殘害，謀殺和巨龍：該集是目前為止最接近《權力遊戲》的劇集。該集也是非常引人注目的一集，有很多尖刻的時刻讓我們確信雷妮拉和亞莉森兩個角色有被好好發揮。如果感覺劇本仍有許不穩定，毫無疑問演員們正在盡他們的最大努力。”為《GamesRadar+》撰稿的莫莉·愛德華茲（Molly Edwards）給該集三顆星的評價（滿分五顆星）並總結道：“全新的雷妮拉和亞莉森是演員陣容的重要補充，但該集飛速跳過一些重要事件，以至於在情感方面失色不少。”她稱讚視覺效果和波隆戴爾飾演蘭娜的演出表現為“強效”，但亦批評該集的節奏。

## 外部連結
- 互联网电影数据库上公主與王后的资料（英文）
- 《公主與王后》（页面存档备份，存于）在HBO
- 爛番茄上《公主與王后》的資料（英文）